# سیمان انبساطی
سیمان انبساطی به سیمان هیدرولیکی متشکل از سیلیکات‌های کلسیم، آلومینات‌های کلسیم و سولفات‌های کلسیم گفته می‌شود که پس از گیرش و در مرحله ابتدایی سخت‌شدن، انبساط حجمی چشمگیری از خود نشان دهد. این نوع سیمان در ساخت بتن‌های خودانبساط برای جبران انقباض بتن ناشی از خشک‌شدن سیمان پرتلند یا برای پیش‌تنیدگی شیمیایی بتن کاربرد دارد. این تغییر حجم به تشکیل اترینگایت نسبت داده‌شده‌است.

## انواع
بر طبق استاندارد ASTM C845، سیمان انبساطی به انواع زیر تقسیم می‌شود:
سیمان انبساطی نوع K
سیمانی دارای کلسیم آلومینوسولفات بدون آب، کلسیم سولفات و اکسید کلسیم آزاد
سیمان انبساطی نوع M
سیمانی دارای کلسیم آلومینات و کلسیم سولفات
سیمان انبساطی نوع S
سیمانی دارای تری‌کلسیم آلومینات و کلسیم سولفات